# Белоградец
Белоградец (изписване до 1945 година: Бѣлоградецъ) е село в Североизточна България. То се намира в община Ветрино, област Варна.

## География
Географско положение – 43 градуса и 20 минути северна ширина и 27 градуса и 20 минути източна дължина.
Надморска височина на центъра му – 192 м.
Землище – 51663 дка. Граничи със селата Ягнило, Доброплодно, Момчилово, Средно село, Ветрино, Млада гвардия, Невша, Зайчино Ореше, Стан и Памукчии.
Население според последното преброяване – 1464 души (2001 г.) Към 5 февруари 2007 г. населението на селото е 1511 души. Белоградец е най-голямото село по територия и по население селищв във Ветринската община.

## Име на селото
До 1934 година името на селото е Тюрк Арнавутлар („Турски албанци“). Приема се, че съвременното име на Белоградец е от голяма антична и средновековна крепост на платото Станата и Акшехир касабасъ. Това название е предложено от комисия, назначена през 1910 г. от окръжния управител на Варна. Идеята е реализирана доста по-късно със Заповед на Министерския съвет No3072 от 11.IX.1934 г. Преброяването в същата година установява, че в селото живеят 4613 души и то е по-голямо от околийския град Нови пазар. Това е сред основанията да се нарича Белоградец.

## История
През 1972 – 1973 г. археологът Горанка Тончева проучава Птичата могила. Тя е от VIII – VII век пр.н.е.
Разкрито е погребение на тракийски племенен вожд. Открити са интересни предмети. Каменна статуя на вожда (висока около 2,10 м) се съхранява във Варненския музей.
Крепостните останки в района и сондажни разкопки на археолози са доказателство, че живот около Белоградец е имало още в античността. През 1829 година в землището на селото става кръвопролитно сражение между части на руския пълководец Дибич Задбалкански и турски табори от Шуменския гарнизон. Още преди два века селото е било сред големите в областта. При преброяването през 1934 година в документите е записано, че селото има 4613 жители. Любопитното е, че то е било по-голямо от общинския център град Нови пазар. Тогава Белоградец било в Новопазарската община. Зевзеци и днес се шегуват, че след преброяването била пропусната златната възможност Белоградец да бъде обявен за град
Историята на селото ни връща далеч във времето на траките – тук е цъфтяло голямо тракийско селище – доказателство за това са: шестте могили в района му, многобройна керамика, рисувани плочки, останки от водопровод и много други.
От траките, славяните по-късно наследяват името на селото „Бял-градец“, а прабългарите са оставили няколко побити надгробни плочи. Първото българско царство също е оставило следи – останки от малка крепост- ІХ-Х век. От годините на тъмното владичество до нас долитат легендите за хубавата мома, която заравят жива със златния и стан за да я спасят от турците и за похитената мома Стана – станала кръстница на гората, в която изчезнала.
По-късно полуобитаваната местност се заселва от един турчин и един арнаутин. Те променят името на селото от Акшекир на Тюрк-Арнаутлар /до 1934 година/. В началото на ХІХ век тук се заселва и махала от татари. По време на Руско-турската война /1828 – 29 г./ района е завзет от хусарска дивизия.
Освобождението през 1878 година заварва Тюрк Арнаутлар като чисто турско село – 281 турски и 42 татарски семейства. През следващите години в селото се заселват български преселници от Деветлиагач в Лозенградско.
През 1900 година се заселват млади семейства от село Равна и село Кривня Провадийско, а след 1903 година тук намират убежище и препитание стотици бежанци от Странджанско след неуспеха на Преображенското въстание. Дошлите малко по-късно шопи и габровци/1908 г./ оформят разнородния състав на заселниците.
Така населението на селото постепенно нараства и се променя неговия състав в полза на българското население за да бъде в 1934 година 4613 души с над 1000 деца. При тия условия се поражда нужда от създаване на училище. И така това става факт през 1898 година. Не са останали документи за това кои са имената на ентусиазираните и прогресивни основатели и през коя година е дадено името на училището – „Кирил и Методий“. Вероятно това са били многобройните преселници, които идват в Белоградец през този период. Такъв е бил и един от първите учители на селото – Никола Праматарски. Неговото име се свързва с училищната и читалищна дейност, а в родното му село Скребатно Благоевградско е активен участник в политическите борби по това време. Той е един от основателите на читалище „Светлина“, през декември 1904 година. Най-родолюбивите сред заселниците със свои средства и труд в 1905 година изграждат училище и църква. От есента на 1912 година води началото си земеделската дружинка, основана от Куни Чаков. След владайското въстание по инициатива на Иван Аджемлерски, Черньо Славов, Иван Михалев, Петър Капкков, Станчо Чендов се основава работническа партия. Комунистите са инициатори за създаване на ТКЗС през 1948 година с председател Костадин Дюлгеров, което през 1958 година се обединява със стопанството в съседното село Ягнило.
През 1922 г. е изградена кредитна кооперация с председател Никола Стоев Вайсалски. Имената на други жители на селото попадат в криминална хроника от 1923 г.
С решение на Министерски съвет от март 1923 г. в селото е открита телефоно-пощенска станция.
Девети септември 1944 г. заварва кооперацията с един магазин. Днес на територията на Белоградец е изградена добра търговска база и услуги за населението. Село Белоградец е електрифицирано през 1948 година. Плана за елекрификацията е направен от електроинженера Чако Георгиев Чаков, родом от с. Белоградец по същото време той живее и работи в София. Кмет на селото тогава е д-р Ангел Крайчев, който съдейства за по-бързото изпълнение на електификацията на селото. Откриването става на 9 септември 1948 г.
През 1935 година започва събирането на средства за водоснабдяването на селото. Всяко домакинство дава пшеница, царевица и др. и след продажбата им средствата се внасят в банката. Бил избран инициативен комитет, който е ръководел водоснабдяването – председател е д-р Димо Бъчваров. През 1955 г. селото е водоснабдено, до 1965 г. не остава жилище неводоснабдено.
През 1966 г. започва благоустрояването на селото – със специално постановление № 36 на МС се отпуснаха средства заем на стопаните за направа на огради. До 1968 г. всички плетища в селото бяха махнати и на тяхно място се направиха огради с мрежа, блокчета и оградни елементи.
Реката е минавала през центъра на селото, през дъждовно време се е разливала и е създавала неудобства при пресичането и. През 1966 г. започва покриването на реката, което завърши през 1970 г. Сега малцина ще забележат, че централният площад на селото фактически е мост под който тече река. От едната страна са здравна служба, фурната, читалището, кметството, а от другата – църквата, училището, джамията. Оформи се площада, шосираха се главните пътни артерии с бордюри и тротоарни плочки. През 1966 г. селото се нареди на второ място в окръга по хигиенизиране и благоустрояване.
През 1974 г. е открито разширението на училището с 12 класни стаи и ученически стол. Със средства от самооблагането в Белоградец е построен съвременен клуб на пенсионера и книжарница. Стойността на обекта е 30 000 лева. Същите бяха открити от д-р Драгомир Чаков секретар на общински комитет на БКП Ветрино на 9 септември 1980 година.
На 5 ноември 1985 г. е завършена и открита сградата на детска градина „Щастливо детство“, тя е с 50 места красива и просторна.
Телефонизацията на селото е извършена през 1983 г., първо работят 250 телефонни поста, по късно вече са 500 броя.
През 1987 г. е изграден Дом на покойника, а през 1989 г. завършва преустройството на Здравна служба и общежитие за специалисти в центъра на селото. Изгражда се топлофикация за административните и обществени сгради. Почти е решен въпроса с асфалтирането на улиците. През 1980 г. е открит тъкачески цех за транспаранти, на 1 март 1985 г. започна да функционира цех към завод „Дружба“ Варна, работи и цех за металообработка, фуражен цех и др.
В административно отношение след Освобождението Тюрк арнаутлар е към Невшанска община, Провадийска околия. От 1897 г. селото е център на община, в която през 1934 г. е включено и с. Ягнило. В периода 1934 – 59 г. Съвета е в Новопазарска околия, а след това – във Варненски окръг. От 1979 г. Белоградец е кметство във Ветринска община.
Във войните загиват 48 жители на Белоградец: 7 – в Балканската война, 35 – в Първата световна война и 6 – в Отечествената война.

## Население
Численост на населението според преброяванията през годините:
| \| Година на преброяване \| Численост \| \| --------------------- \| --------- \| \| 1934 \| 4613 \| \| 1946 \| 3947 \| \| 1956 \| 3000 \| \| 1965 \| 2721 \| \| 1975 \| 2484 \| \| 1985 \| 2146 \| \| 1992 \| 1657 \| \| 2001 \| 1464 \| \| 2011 \| 1263 \| \| 2021 \| 1055 \| |           |
| Година на преброяване | Численост |
| 1934 | 4613      |
| 1946 | 3947      |
| 1956 | 3000      |
| 1965 | 2721      |
| 1975 | 2484      |
| 1985 | 2146      |
| 1992 | 1657      |
| 2001 | 1464      |
| 2011 | 1263      |
| 2021 | 1055      |

### Етнически състав

#### Преброяване на населението през 2011 г.
Численост и дял на етническите групи според преброяването на населението през 2011 г.:
|                     | Численост | Дял (в %) |
| Общо                | 1263      | 100.00    |
| Българи             | 276       | 21.85     |
| Турци               | 673       | 53.28     |
| Цигани              | 19        | 1.50      |
| Други               | 26        | 2.05      |
| Не се самоопределят | 3         | 0.23      |
| Неотговорили        | 266       | 21.06     |

## Културни и природни забележителности
От двете страни на шосето Варна-София на 8 км след Ветрино в землището на Белоградец се издигат две могили. Вдясно от главния път е Момина могила, а вляво – Птичата могила.
Първата кинопрожекция в Белоградец се провежда в края на 40-те години. Прожектиран е съветски филм за Втората световна война. През 1950 г. в старото училище е монтиран киноапарат. При огромен интерес и препълнена със зрители зала няколко пъти в седмицата се прожектират филми.
Творческата дейност на читалището са определяли женски битов хор, мъжки хор, група за тракийски песни, пионерски хор, вокална група за руски песни, група за политически песни. Заедно с тях са функционирали женски хор за школувано пеене, група за стари градски песни, кръжок по художествено слово, драматичен състав, детски и мъжки танцови състави, художествен колектив на младите турци, естрадно-сатиричен състав и детски духов оркестър.
През 1959 г. започва строеж на читалищна сграда. Тя се изгражда със средства от самооблагането и бюджета. Населението дава много доброволни трудодни, дарения. Просторният културен дом е открит на 9 септември 1962 г. Той разполага с голяма зала, гримьорни, репетиционни, библиотека, читалня и други помещения.
Читалищни дейности
1. Лятна школа по изобразително изкуство
ръководител – Катя Тодорова
2. Детски танцов състав „Здравец“
хореограф – Тодор Ганчев, корепетитор – Ради Ганчев
3. Детска фолклорна група
художествен ръководител
4. Формация за турски фолклор „Дилек Ташъ“
художествен ръководител
5. Модерен балет
Форми на участие и изява в местни, регионални, национални и/или международни фестивали и конкурси.
1. Международен детски етнофестивал „Децата на Балканите – заедно за Европа“, община Минерални бани;
2. Старопланински събор „Балканфолк“, гр. Велико Търново;
3. Областен фолклорен празник „Песни на брега“, гр. Варна;
4. Участие в общински празник и местни тържества

## Спортни отбори
Селото има футболен отбор – ФК „Спринт“.

## Личности
- Мюлязим Халил – първи и последен османски кмет на Варна преди Освобождението. Произхожда от Тюрк Арнаутлар, дарител на селото.[10]

Родени в Белоградец
- Георги Петров Тодоров – роден в село Белоградец е заслужил майстор на спорта – Вдигане на тежести. Два пъти световен шампион: 1974 г. Манила и 1975 г. Москва. Три пъти европейски шампион: 1974 г. Варна, 1975 г. Москва и 1977 г. Щутгарт. На Олимпийски игри 1972 г. Мюнхен – 7-о място и 1976 г. Монреал – 2-ро място. Почетен гражданин на гр. Варна от 1975 г.
- Емил Пейчев Боев – роден в село Белоградец е български филолог-тюрколог, ръководител на Катедрата по източни езици към Факултета по класически и нови филологии до трансформирането в Център по източни езици и култури през 1985 г., на който е основател и първи директор в продължение на дълги години. Проф. Емил Боев получава званието „доктор хонорис кауза“ на Шуменския университет „Епископ Константин Преславски“, в който е един от основателите на специалност „Турска филология“. За особено значимите му заслуги за развитието на българската наука и култура проф. Емил Боев е награден през 2010 г. с орден „Св. св. Кирил и Методий“ първа степен.

Починали в Белоградец
- Иван Николов – Комитата (1870 – след 1943), деец на ВМОРО